# Чарторыйский, Александр Васильевич
Александр Васильевич Чарторыйский (ум. после 1477) — князь Псковский (1443—1447, 1456—1460), Новгородский (1447—1455) и Чарторыйский из рода Гедиминовичей, второй сын чарторыйского князя Василия Константиновича.

## Биография
В 1440 вместе с братьями Иваном и Михаилом принял участие в перевороте, помогая своему дяде Свидригайло занять трон великого князя Литовского. Непосредственный участник убийства великого князя Сигизмунда Кейстутовича.
В 1441 оказался в одном стане с врагами великого князя московского Василия Тёмного и с его противником, галицким князем Дмитрием Шемякой, подходил к Москве. Но уже в 1443 году был в Пскове послом Василия и не согласился на предложение псковитян остаться у них наместником. В 1447 поехал наместником Василия в Новгород.
В 1447 ходил с новгородцами на немцев (одержав победу в битве на Нарове), потом на рижского магистра и шведского короля. Зимой 1452 новгородцы под его руководством «много волостей великого князя повоеваша и пожгоша». Летом того же года женился в Новгороде на дочери князя Дмитрия Шемяки — Марии. Зимой 1456 командовал новгородскими войсками во время войны между Новгородом и Василием Тёмным, но в военных действиях не участвовал.
Очевидно, по настоянию Москвы летом того же года был изгнан из Новгорода и сел княжить в Пскове. В 1461 году Александр Чарторыйский с псковичами совершил удачный набег на Ливонию. Ливонские земли были разорены на 3 дня пути. В Псковской 1-й летописи об этом говорится: «погостов немецких много пожгоша, и божницу великую выжгоша, и крест с божницы сняша, и 4 колоколы сняша, и попа немецкаго поимаша, и немец и чухны, мужей, жен и девок много плениша». Еще зимой 1460 псковичи, узнав о прибытии Василия Тёмного в Новгород, послали к нему 2 посадников с боярами ото всех концов города с просьбой о помощи против Ливонского ордена и об утверждении княжившего в Пскове Александра Васильевича наместником великого князя. Василий Тёмный дал это своё согласие, но при условии, что Александр Васильевич присягнет ему. Александр Васильевич категорически отверг такое условие, и ему пришлось оставить Псков.

## Семья и дети
Был женат с 1452 года на княжне Марии Дмитриевне (ум. 13 февраля 1456 в Новгороде), дочери Дмитрия Юрьевича Шемяки, князя Галицкого, и Софии Дмитриевны Заозерской. Их дети:
- Семён Александрович Чарторыйский (ум. ок. 1524), князь Чарторыйский и Логожский, наместник каменецкий, староста чечерский и пропойский[2]
- дочь, жена князя Ивана Васильевича Соломерецкого[2].
- Евдокия Александровна Чарторыйская[2], выдана замуж за сына Ивана Андреевича Можайского князя Андрея Ивановича Брянского (ум. ок. 1487)[3].

## В культуре
Является персонажем романа Николая Полевого «Клятва при гробе Господнем. Русская быль XV века» (1832).